# Pentastemona
Pentastemona es un género con dos especies de plantas  perteneciente a la familia Stemonaceae. Es nativa de Sumatra.

## Taxonomía
Pentastemona fue descrito por Cornelis Gijsbert Gerrit Jan van Steenis y publicado en Blumea 28(1): 160, en el año 1982. La especie tipo es: Pentastemona sumatrana

## Especies
- Pentastemona egregia
- Pentastemona sumatrana